# Ranunculus crenatus
Ranunculus crenatus Waldst. & Kit. – gatunek rośliny z rodziny jaskrowatych (Ranunculaceae Juss.). Występuje naturalnie środkowej i południowo-wschodniej części Europy. Jest rzadko spotykany w środowisku naturalnym.

## Rozmieszczenie geograficzne
Rośnie naturalnie w górach Półwyspu Bałkańskiego, Karpatach Wschodnich, Apeninach oraz we wschodniej części Alp. Występuje na obszarze Włoch, Austrii, państw byłej Jugosławii, w Rumunii oraz Bułgarii

## Morfologia
PokrójNiska bylina o nagich pędach. Dorasta do 5–10 cm wysokości. korzenie są włókniste.
LiścieMają sercowato okrągły kształt. Czasami są potrójnie klapowane. Brzegi są karbowane. Osadzone są na długich ogonkach liściowych.
KwiatySą pojedyncze lub zebrane w pary. Mają białą barwę.

## Biologia i ekologia
Rośnie na skałąch i wilgotnych piargach. Występuje na wysokości od 1700 do 2400 m n.p.m. Kwitnie od czerwca do lipca. Preferuje stanowiska w półcieniu. Dobrze rośnie na wilgotnym, żyznym i żwirowym podłożu. 